# والتر بيسلي
والتر بيسلي (بالإنجليزية: Walter Beasley)‏ هو مغني وبروفيسور أمريكي، ولد في 24 مايو 1961 في إل سنترو في الولايات المتحدة.

## وصلات خارجية
- الموقع الرسمي
- والتر بيسلي على موقع ميوزك برينز (الإنجليزية)
- والتر بيسلي على موقع أول ميوزيك (الإنجليزية)
- والتر بيسلي على موقع ديسكوغز (الإنجليزية)